# 위스퍼러스
위스퍼러스(The Whisperers)는 영국에서 제작된 브라이언 포브스 감독의 1967년 드라마, 스릴러 영화이다. 에디스 에반스 등이 주연으로 출연하였고 마이클 로글린 등이 제작에 참여하였다.

## 출연

### 주연
- 에디스 에반스
- 나넷 뉴먼

### 조연
- 해리 베어드
- 제라르드 심
- 라이오넬 갬린
- 올리버 맥그리비
- 로널드 프레이저
- 케네스 그리피스
- 아비스 버니지
- 존 오차드
- 피터 톰슨
- 마이클 로빈스
- 프랭크 싱이뉴
- 로즈메리 로드
- 로빈 베일리
- 에릭 포트먼
- 레너드 로시터
- 마가렛 타이잭
- 조지 힐스덴
- 클레어 켈리
- 맥스 베이컨
- 앨런 오키프
- 마이클 리스
- 톰 켐핀스키
- 로이 맥스웰

## 제작진
- Ass-PD: 잭 릭스
- 배역: 웨스톤 드러리 주니어